# Cmentarze żydowskie w Ostrowie Wielkopolskim
W historii Ostrowa Wielkopolskiego odnotowano dwa cmentarze żydowskie.
Na mocy umowy miasta Ostrów Wielkopolski z gminą żydowską o zagospodarowaniu kirkutów na miejscu cmentarzy pobudowane zostały, z wykorzystaniem zachowanych macew, lapidaria. W roku 2006 rozpoczęto prace ewidencyjne i konserwatorskie nad ocalałymi nagrobkami oraz rozpisano przetarg na budowę lapidariów, które wykonano na początku kwietnia 2007 roku.

## Stary cmentarz
Pierwszy kirkut powstał w centrum dzielnicy żydowskiej (za zachodnią pierzeją Rynku) na początku XVIII wieku. Liczył zaledwie 580 m. kw. i został zamknięty już w 1780 roku. W 1877 r. teren uporządkowano, zazieleniono i nazwano Laskiem Przyjaźni, na pamiątkę pokoju po wojnie francusko-niemieckiej 1870–1871. Podczas II wojny światowej zniszczono prawie całą dzielnice żydowską. Na terenie Placu 23. Stycznia utworzono murek z porozbijanych macew z II cmentarza na alejach słowackiego i obsadzono go zielenią. W czasach PRL w północno-zachodnim krańcu parku postawiono transformator.

## Nowy cmentarz
Nowy kirkut utworzono na ówczesnym północnym przedmieściu Ostrowa (zachodni skraj tzw. Nowej Dzielnicy), w roku zamknięcia starego cmentarza. W 1873 roku wybudowano na nim dom pogrzebowy. Liczył do 2,8 ha. Zlikwidowany został w latach II wojny światowej, a macewy posłużyły jako materiał budowlany. Do roku 1960 funkcjonował w jego miejscu zakład zieleni, a w latach 70. wybudowano tam zespół szkół. Część ziemi wraz ze szczątkami została wówczas wykorzystana przy budowie trasy komunikacyjnej w Śródmieściu Ostrowa.